# Техническая терминология
Техническая терминология — терминология отрасли техники, которая связана с отдельными отраслями производства и промышленности.
Терминология (от лат. Terminus — «конец, предел» и др.-греч. Λογία — «наука, учение») совокупность терминов отраслей науки, техники, искусства или всех терминов какого-либо языка.

## Виды технических терминов
Термины классифицируют в зависимости от категории специализации значения. Они подразделяются на:
- общенаучные термины, сферой применения которых является почти вся отраслевая терминология, например: напряжение, потенциал и тому подобное.
- межотраслевые термины — такие, которые встречаются или в родственных, или в отдаленных отраслях, например: leader в горном деле имеет значение — «направляющая стрела копра», в слесарном деле — «ходовой винт».
- узкоотраслевые термины — терминологическая лексика, которая употребляются только в одной области науки, например прикладное программное обеспечение и тому подобное.

Также термины классифицируют по структуре образования:
- простые: непроизводные и производные (термины, имеющие мотивационные основы и словообразовательные аффиксы, например предохранитель).
- сложные — термины, состоящие из нескольких основ, например: микроволна.
- составные — это термины-словосочетания, например: дроссельный вентиль, галогенопроизводные углеводороды.
- термины-символы (%) и термины-получсмволы (α-лучи).

## Основные признаки технического термина
- Стилистическая нейтральность, отсутствие эмоционально-экспрессивной окраски
- Точность и независимость от контекста. Технический термин должен четко передавать суть понятия во избежание недоразумений и неточности.
- Тенденция к однозначности в пределах определённой терминологической системы
- Пластичность. Способность к созданию производных терминов
- Системность. Каждый термин терминологическое значение в пределах оговоренной терминосистемы
- Краткость в плане выражения
- Наличие определение, четко очерчивает, ограничивает его значение
- Содержательность
- Международный характер. Наличие терминов интернационализм в некоторых случаях облегчает межнациональное общение

## Способы образования технических терминов
- Способ вторичной номинации наблюдается, когда для обозначения научного понятия используется существующее в языке название. Способ вторичной номинации может базироваться на основе метафорических процессов, когда происходит переосмысление названий по сходству определённых характеристик (жила — провод кабеля; жила — сосуд, в обоих примерах подобными характеристиками являются внешнее сходство и функция транспортировки), а также на основе метонимического переноса названия (измерение — величина, которую измеряют; измерение — процесс определения величины)
- Словообразование. Самый популярный способ образования терминов с помощью аффиксов, сокращения имеющихся слов, соединения основ или целых слов. (Пример: стеклоцемент, анропром, сверхпроизводство)
- Синтаксический — способ, характеризующийся образования терминов используя словосочетания для обозначения различных понятий. (Журнал учёта хозяйственных операций)
- Морфологически-синтаксический — способ, основанный на переходе слова из разряда одной части речи к другу, базирующийся на граматико-лексичеческом переносе понятия (насосная)
- Способ иноязычных заимствований — базируется на заимствовании лексики других языков. В большинстве случаев такими являются латинизмы (конденсатор, детектор и т. д. также многие термины перешли в русскую лексику из грецкого, французского, английского и немецкого языков. Также к такому способу образования терминов относят единицы измерения, образованные от фамилии учёных.[2][3]

## Лексико-сематические процессы технической терминологии
Техническую терминологию характеризуют следующие лексико-сематические процессы, такие как омонимия, антонимия, полисемия, параномия.
- Омонимия применяется в случае возникновения расхождения между значениями полисемантического слова и потери их общего основания. Например, термин имеет следующие значения, в технике «обработка», в текстильной промышленности «чистота поверхности»
- Антонимия — процесс, который встречается, когда термины обозначают противоположные понятия, а семантическое понятие соотносится и описывает одну и ту же область применения или род явления.
- Полисемия — процесс, возникающий в терминосистемах в связи со способностью одного языкового знака соответствовать нескольким значениям, обусловленного различными причинами: историческим словообразованием или взаимосвязи содержания и происхождения
- Параномия технических терминов — явление частичного подобия звучания между терминами при полном или частичном семантическом подобии или отличии. (Метил — метилен)